# Concórdia do Pará
Concórdia do Pará est une municipalité brésilienne située dans l'État du Pará.